# ユメタマゴ
「ユメタマゴ」は、日本の男性アイドルグループ・NYCの3枚目のシングル。2011年3月9日にジャニーズ・エンタテイメントから発売された。

## 概要
表題曲の『ユメタマゴ』は同年3月公開の『劇場版アニメ 忍たま乱太郎 忍術学園 全員出動!の段』のエンディング曲。
NYCが映画主題歌を担当するのは初めてである。
初回限定盤には「Music Clip」と「Music Clip Making」が付属。

## チャート成績
同日発売となった女性アイドルグループ・SKE48の「バンザイVenus」との一騎討ちが予想されたが、「バンザイVenus」に8.5万枚の差をつけられてしまい、デビュー以来初めて週間1位を逃したものの、初動売上のみで前作の累計売上を上回り、初めて10万枚超えとなった。

## 収録曲

### CD
※は通常盤のみ収録。
1. ユメタマゴ [3:45]
作詞：田中琴乃、作曲：馬飼野康二、編集：石塚知生
2. キミトイツモ※ [4:03]
作詞：DAICTI/miyamoto、作曲：DAICTI/Mans EK、編曲：youwhich
3. 青春キップ※ [3:53]
作詞：canna、作曲：Shusui/Dr.Hardcastle、編曲：増田武史
4. ユメタマゴ（オリジナル・カラオケ）
5. キミトイツモ（オリジナル・カラオケ）※
6. 青春キップ（オリジナル・カラオケ）※

### DVD

#### 初回限定盤A
1. 「ユメタマゴ」Music Clip
2. 「ユメタマゴ」Music Clip Making

#### 初回限定盤B
1. 「勇気100%」Music Clip
2. 「勇気100％」Music Clip Making